# غوله (یمن)
 غوله  (در عربی:  الغُولَة)
نام روستایی است در دهستان بَنُو فایَش از توابع استان جَوف در کشور یمن در شبه جزیره عربستان.

## جمعیت
جمعیت آن (۹۰ ) نفر (۷ خانوار) می‌باشد.